# Wojna Rzeczypospolitej z Gdańskiem

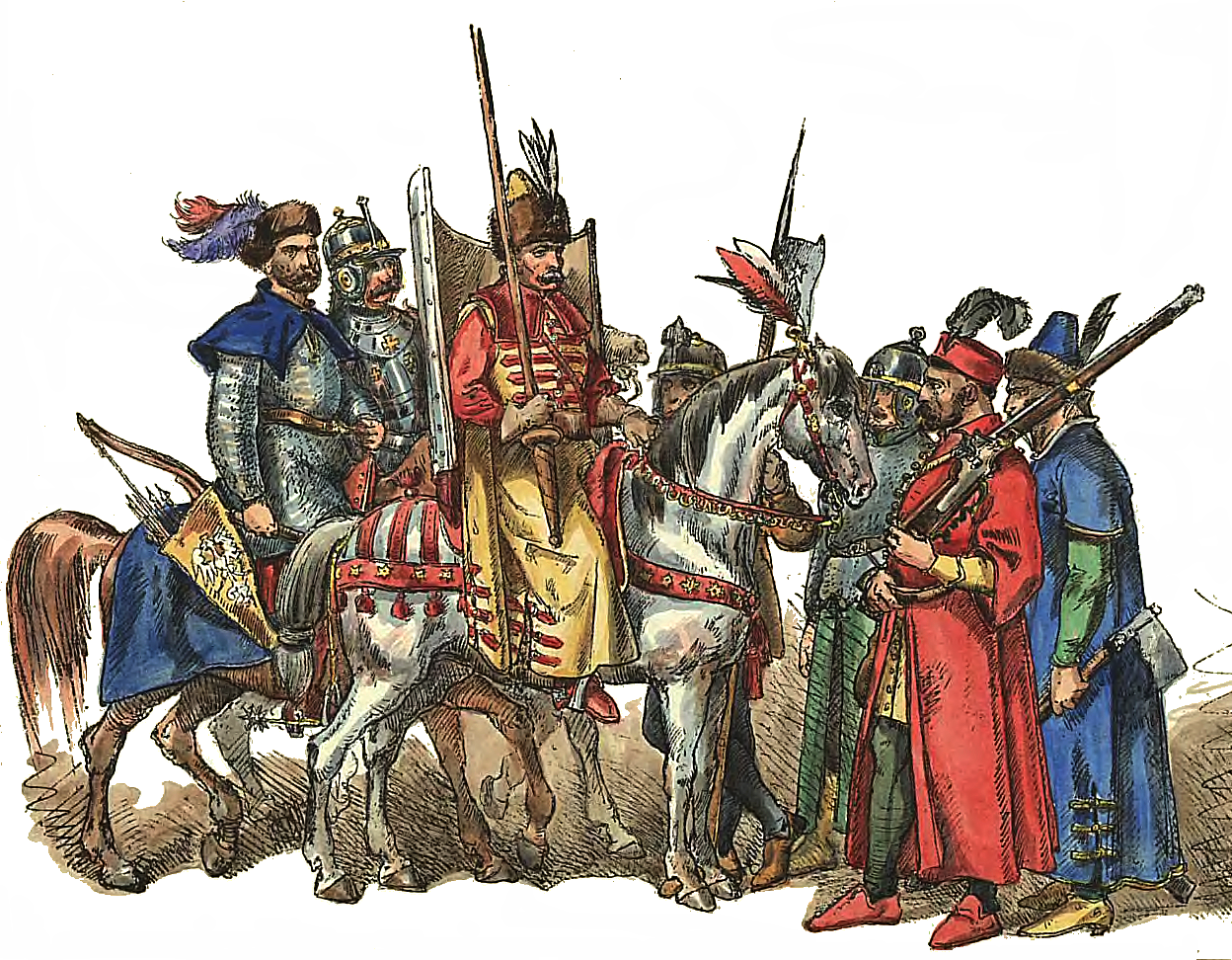
Wojsko polsko-litewskie w latach 1576–1586

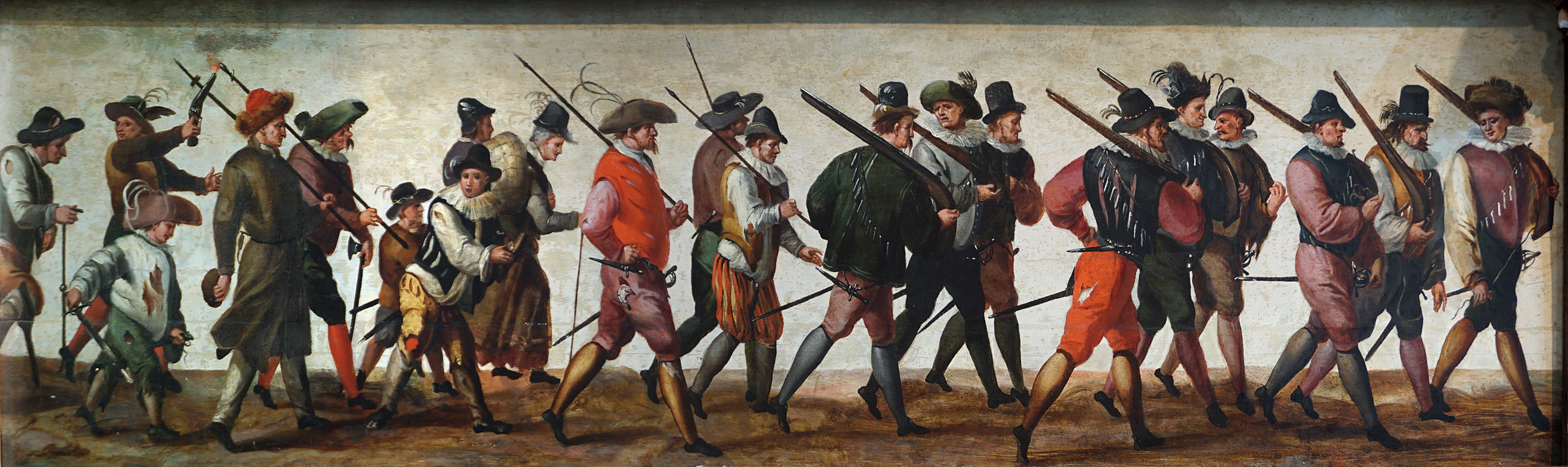
Gdańska piechota na malowidle z końca XVI wieku w Dworze Artusa w Gdańsku

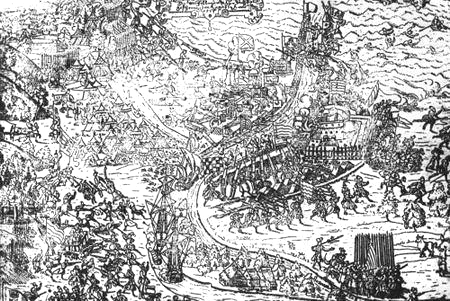
Oblężenie Gdańska w 1577

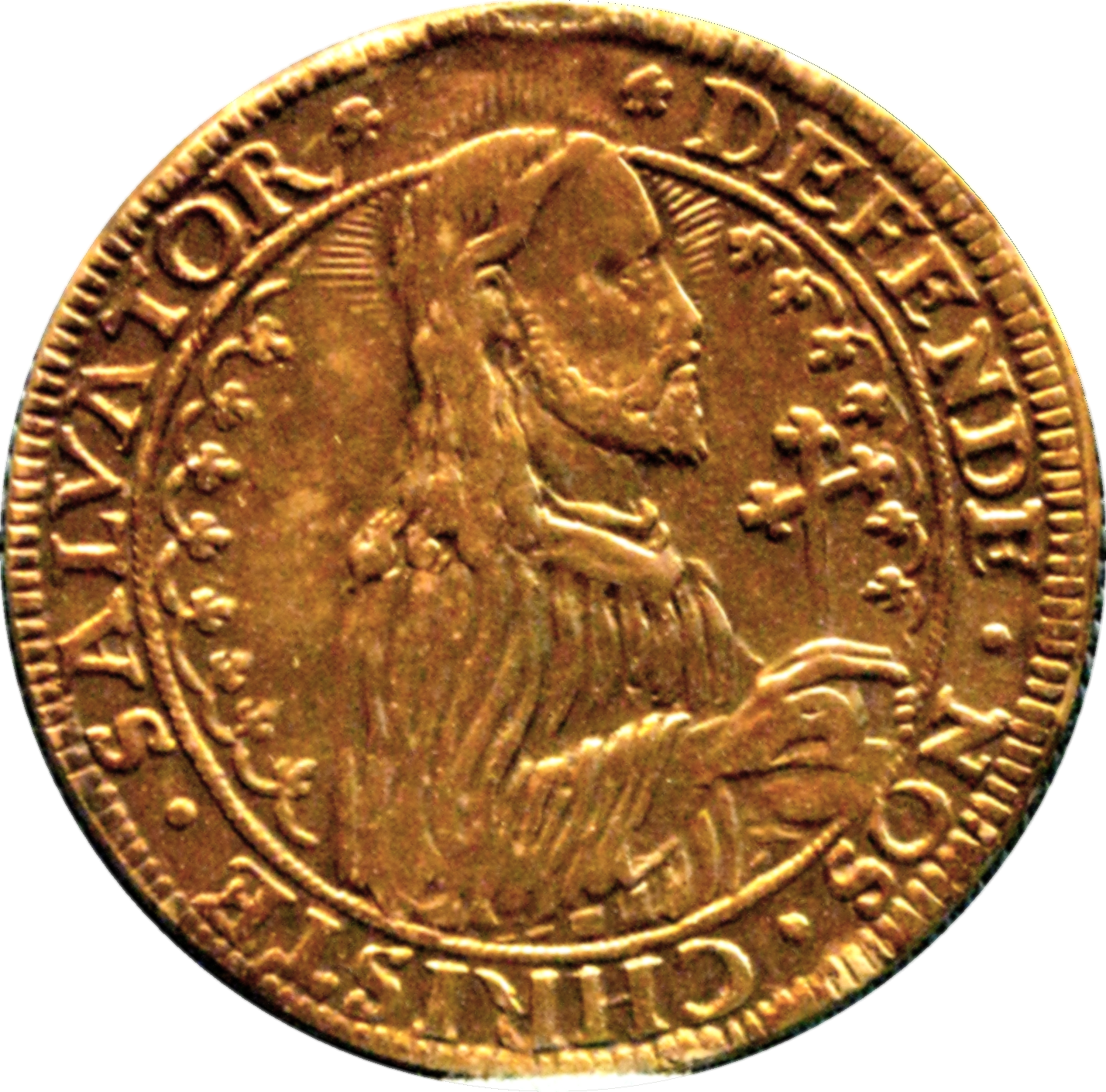
Talar wybity przez miasto Gdańsk w czasie oblężenia. Na awersie zamiast postaci króla Stefana Batorego, postać Jezusa Chrystusa

Wojna Rzeczypospolitej z Gdańskiem – konflikt zbrojny między nowo wybranym królem polskim Stefanem Batorym a miastem Gdańsk w latach 1576–1577.

## Przyczyny
U podłoża sporu leżał konflikt interesów między Gdańskiem, który dążył do jak największej niezależności względem władz Rzeczypospolitej oraz utrzymania szerokich praw i przywilejów uzyskanych od Kazimierza Jagiellończyka, a Zygmuntem Augustem, który chciał pogłębienia unifikacji Prus Królewskich z Polską. Przejawem dążeń ostatniego Jagiellona do silniejszego związania Gdańska z państwem polsko-litewskim było powołanie Komisji Morskiej w roku 1568 oraz uchwalenie Statutów Karnkowskiego w roku 1570. Działania te w pewnym stopniu zwiększały władzę królewską w mieście, mianowicie powiększały uprawnienia sądownicze króla wobec Gdańska. Statuty osłabiały ponadto władztwo gdańskiego patrycjatu, modyfikując ustrój miasta poprzez nadanie większych kompetencji reprezentacji pospólstwa.

## Przebieg
W roku 1575 odbyła się podwójna elekcja, w następstwie czego doszło do dwukrólewia. Senat pod  przewodnictwem interrexa prymasa Jakuba Uchańskiego ogłosił królem austriackiego arcyksięcia Maksymiliana II Habsburga, natomiast szlachta zebrana na polu elekcyjnym wybrała na królową Annę Jagiellonkę, której mężem wkrótce został książę siedmiogrodzki Stefan Batory.
Do końca 1576 nastąpiła pacyfikacja stronników Habsburga. Nie dotyczyło to jednak Gdańska, który obstawał przy wyborze Maksymiliana, licząc na to, iż w zamian za uznanie Habsburga królem, uzyska przywrócenie przywilejów obowiązujących przed uchwaleniem Statutów Karnkowskiego. Z drugiej strony, istotne powiązania ekonomiczne pomiędzy Gdańskiem a krajami znajdującymi się pod władzą Habsburgów (Niderlandy), sprawiały, że w razie poparcia innego kandydata niż członek tej dynastii, miasto mogło spodziewać się zemsty Wiednia, przybierającej postać represji gospodarczych.
Spór zaogniła postawa Batorego, który zamiast rozwiązać go na drodze ugody, postanowił rozprawić się z niepokornym miastem siłą. Zamiar króla był niezwykle trudny, gdyż Gdańsk, jako największe i najpotężniejsze miasto Rzeczypospolitej Obojga Narodów, posiadał najnowocześniejsze i największe fortyfikacje, natomiast dzięki swojej niezależności posiadał liczne stosunki z obcymi mocarstwami, co rodziło niebezpieczeństwo, iż spór może się przeistoczyć w konflikt międzynarodowy.
Szlachta nie była skora do poparcia dążeń królewskich. Wiązało się to z jej sarmacką mentalnością, przedkładającą kompromis nad rozwiązania siłowe. Sejm obradujący w Toruniu jesienią roku 1576, odmówił królowi uchwalenia podatków na wojnę, ale wyraził zgodę na zwołanie pospolitego ruszenia. Sąd królewski ogłosił banicję Gdańska, skutkiem czego aresztowano gdańskich posłów oraz przystąpiono do konfiskaty towarów należących do obywateli tego miasta. Król nakazał również skierowanie polskiego handlu bałtyckiego do Elbląga.
W tej sytuacji władze gdańskie zawiązały porozumienie z Danią, która zobowiązała się do blokady morskiej portu elbląskiego. Przystąpiono również do przygotowań wojennych. Z Niemiec sprowadzono doświadczonego dowódcę wojskowego Jana Winkelbrucha, który stanął na czele armii gdańskiej złożonej z zaciężnej piechoty i jazdy oraz chorągwi cechowych. W sumie siły gdańskie liczyły 11 tysięcy jednostek piechoty i 800 jazdy. 
Wiosną 1577, Winkelbruch wyszedł na czele armii z miasta i postanowił zaatakować wojska koronne hetmana Jana Zborowskiego stacjonujące pod Tczewem. 17 kwietnia 1577 doszło do rozstrzygającej bitwy pod Lubiszewem, w której wojsko gdańskie zostało rozgromione przez szarżę husarii koronnej i poniosło klęskę.
Następnie wojska Batorego podeszły pod Gdańsk i przystąpiły do oblężenia miasta. Oblężenie trwało do końca roku 1577 i było zupełnie nieefektywne. Armia królewska nie była zdolna stawić czoła nowoczesnym systemom fortyfikacyjnym, nie posiadała również wystarczającej liczby armat i żołnierzy niezbędnych do skutecznego przeprowadzenia działań oblężniczych. Klęską dla Batorego zakończyła się także próba zdobycia Twierdzy Wisłoujście, broniącej wstępu do gdańskiego portu. Wojska polskie ponosiły również porażki w wyniku kontrataków mieszczan. W grudniu polski król uległ i przy mediacji niemieckich książąt Brandenburgii i Saksonii zawarł porozumienie z Gdańskiem.

## Skutki
Władze gdańskie zobowiązały się do złożenia hołdu Stefanowi Batoremu oraz zapłacenia kontrybucji w wysokości 200 tysięcy złotych królowi oraz 20 tysięcy klasztorowi oliwskiemu. W zamian za to zniesiono wszelkie restrykcje gospodarcze nałożone na miasto w czasie wojny. Statuty Karnkowskiego zostały ostatecznie uchylone podczas sejmu w roku 1585, dzięki czemu Gdańsk odzyskał pełnię praw i wolności, czyniących to miasto uprzywilejowanym w stosunku do innych miast Rzeczypospolitej.
Wykorzystując zaangażowanie Rzeczypospolitej w wojnie z Gdańskiem, w lipcu 1577 główna armia moskiewska, dowodzona osobiście przez Iwana IV, wtargnęła do Inflant rozpoczynając wojnę polsko-rosyjską (1577–1582).